# アレックス・スミルノフ
アレックス・スミルノフ（Alexis Smirnoff、本名：Michel Lamarche、1947年2月9日 - 2019年1月5日）は、カナダ・ケベック州出身のプロレスラー。
フランス系カナダ人であるが、キャリア全盛期はロシア系ギミックの悪役レスラーとして活躍、日本では「流血怪人」の異名で知られた。

## 来歴
ハイスクール時代に学んだレスリングの経験を下地に、エドワード・カーペンティアのコーチを受け、1969年に地元ケベックのモントリオールにてデビュー。1970年代に入るとミシェル "ル・ジュスティス" デュボア（Michel "Le Justice" Dubois）をリングネームに裁判官ギミックのヒールとして売り出され、ジノ・ブリットやジョー・ルダックと抗争。カーペンティア、マッドドッグ・バション、アブドーラ・ザ・ブッチャー、ザ・シークといった大物選手とも対戦してキャリアを積んだ。
マイク "ザ・ジャッジ" デュボア（Mike "The Judge" Dubois）の英名でカンザスシティやアマリロなどアメリカ合衆国本土のNWA圏にも進出、1974年2月には全日本プロレスに初来日している。1975年下期からはジム・クロケット・ジュニアが主宰していたミッドアトランティック・チャンピオンシップ・レスリングにて活動、サージェント・ジャック・グレイとフランス系ヒールのタッグチームを組み、1976年11月3日に行われたNWAミッドアトランティック・タッグ王座の争奪トーナメントでは、ティム・ウッズ&ディノ・ブラボーと決勝を争った。
1977年、同じくカナダ出身のイワン・コロフのアドバイスにより、ロシア人アレックス・スミルノフ（Alexis Smirnoff）に変身してサンフランシスコに登場。フランス系カナダ人レスラーの先達であり、同地区のエースだったパット・パターソンと抗争を繰り広げ、4月16日にパターソンをロシアン・チェーン・マッチで下し、フラッグシップ・タイトルのUSヘビー級王座を奪取。一躍脚光を浴び、その後もチェーン・デスマッチの名手として各地で活躍することとなる。同年9月には、モントリオール時代からの旧知の間柄である大剛鉄之助の招聘で国際プロレスに初参加。来日中止となったエリック・ザ・レッドの代役としての参戦だったが、以降も国際プロレスの常連外国人となり、再三に渡って来日した（後述）。
1970年代後半からは中西部のCSWやAWAにも参戦。CSWでは1978年1月7日、テッド・デビアスを破りNWAセントラル・ステーツ・ヘビー級王座を獲得。3月20日にはカンザス州ウィチタにて、ハーリー・レイスのNWA世界ヘビー級王座に挑戦している。4月6日にはブルドッグ・ボブ・ブラウンと組んで、マイク・ジョージ&スコット・ケーシーからセントラル・ステーツ版のNWA世界タッグ王座を奪取した。AWAではバーン・ガニアの要請でフランス系カナダ人のキャラクターに戻り、セシル "ラ・マシーヌ" デュボア（Cecil "La Machine" Dubois）のリングネームで活動。ビル・ロビンソン、ブラックジャック・ランザ、スティーブ・オルソノスキー、ポール・エラリング、フランク・ヒル、ルーファス・ジョーンズ、グレッグ・ガニア、ジム・ブランゼルなどと対戦したが、本意ではなかったため短期間で離脱している。
その後はNWAの南部テリトリーを転戦。アラバマのSECWでは1979年5月18日、ロン・ガービンを破りNWAサウスイースタン・ヘビー級王座を獲得。ジム・バーネットが主宰するジョージアのGCWではロシア系ギミックの先達コロフと組み、1979年12月7日にジェリー・ブリスコ&オレイ・アンダーソン、1980年4月24日にトニー・アトラス&ケビン・サリバンからNWAジョージア・タッグ王座を奪取。エディ・グラハムが主宰するフロリダのCWFではコロフ&ニコライ・ボルコフとロシア人ユニットを結成して、ダスティ・ローデスやディック・マードック、バグジー・マグロー、ボボ・ブラジル、ジャック・ブリスコらと対戦した。1981年には古巣のモントリオールにてブラボーを破り、同地区のフラッグシップ・タイトルだったインターナショナル・ヘビー級王座を獲得。1982年3月7日にはノースカロライナ州グリーンズボロにてコロフと組み、アメリカ遠征に来ていた全日本プロレスのジャイアント馬場&天龍源一郎と対戦した。
1983年は旧友パターソンの招きでWWFのカリフォルニア地区での興行に出場。翌1984年からは、ビンス・マクマホン・ジュニアの新体制下でスタートした全米侵攻サーキットにも参加。フルタイムのレギュラー出場ではなかったものの、かつての主戦場だった太平洋岸や中西部では重要なタレントとして扱われ、1984年3月23日にはセントルイスのチェッカードームにてティト・サンタナのWWFインターコンチネンタル・ヘビー級王座に挑戦。アンドレ・ザ・ジャイアント、サージェント・スローター、ミル・マスカラス、ロッキー・ジョンソン、ブラックジャック・マリガン、ジミー・スヌーカ、イワン・プトスキー、ペドロ・モラレス、マイク・ロトンド、ジャンクヤード・ドッグなどトップスターとのシングルマッチも各地で組まれた（アンドレとはマードック&アドリアン・アドニスと共にバトルロイヤルの決勝も争っている）。また、負傷したボルコフの代打としてアイアン・シークの臨時パートナーにも起用されており、シークとの反米タッグでブリティッシュ・ブルドッグス（ダイナマイト・キッド&デイビーボーイ・スミス）やドリーム・チーム（グレッグ・バレンタイン&ブルータス・ビーフケーキ）とも対戦した。
1986年の下期よりAWAに復帰して、ユーリ・ゴーディエンコ（ポール・デマルコ）をパートナーに新たなロシア人タッグを結成。ミッドナイト・ロッカーズ（マーティ・ジャネッティ&ショーン・マイケルズ）やカート・ヘニング&スコット・ホールなどと対戦したが、同じヒール陣営のバディ・ローズ&ダグ・サマーズが王者チームだったためAWA世界タッグ王座への挑戦機会は得られず、当時のAWAは興行の規模も選手のレベルも全盛期とは比較にならないほど弱体化していたこともあって、話題を呼ぶには至らなかった。
1988年の引退後はカリフォルニア州のフリーモントに居住して、NBAのゴールデンステート・ウォリアーズの広報業務などを担当した他、俳優として映画やテレビにも出演。1999年にはモントリオール地区のプロモーターだったルージョー・ファミリーのジャック・ルージョー・ジュニアが主催したスペシャル・イベントにミシェル・デュボアの名義で出場、ロニー&ジミー・ガービンとトリオを組んで久々にリングに上がった。近年はフリーモントでパブを経営していた。
2019年1月5日、腎不全で搬送されたホスピスにおいて睡眠中に死去。71歳没。

### 日本での活躍
1974年のマイク・デュボア（日本での表記はマイク・デュボイス）名義での全日本プロレス初来日時は中堅クラスだったものの、アレックス・スミルノフに改名後の1977年から1980年までは国際プロレスの看板外国人となって活躍し、IWA世界ヘビー級王座を巡りラッシャー木村と死闘を展開。1979年の『'79ビッグ・サマー・シリーズ』では、7月21日に新潟県村上市にて木村を破り第15代のIWA世界王者となっている。4日後に静岡県三島市で行われたリターンマッチに敗れ短命王者に終わったが、狂乱の流血ファイターである一方で正統派レスリングにも優れた実力派のヒールとして、この時期の国際プロレスを支えた。グレート草津&アニマル浜口や浜口&マイティ井上が保持していたIWA世界タッグ王座にも、ミスター・ヒト、ジ・アトミック、ザ・USSR（チャーリー・フルトン）らをパートナーに従えて挑戦している。
また、無頼イメージを印象付けるアングルとして、カウボーイ・ボブ・エリス、オックス・ベーカー、モンゴリアン・ストンパー、キラー・カール・クラップなど、同じシリーズに参加した先輩レスラーと頻繁に対立や仲間割れを起こしており、『'79ビッグ・サマー・シリーズ』におけるベーカーとのアングルはロシアン・チェーン・マッチによる木村への挑戦者決定戦にまで発展した（1979年7月10日、宮城県涌谷町にて行われ、結果はスミルノフのKO勝ち。この11日後、上記の村上大会においてスミルノフは木村からIWA世界王座を奪取している）。『'79デビリッシュ・ファイト・シリーズ』におけるストンパーとのアングルでは、1979年11月16日に和歌山県立体育館にてジプシー・ジョー&キューバン・アサシンと組み、ストンパー&上田馬之助&鶴見五郎と6人タッグマッチで対戦している（涌谷大会、村上大会、和歌山大会とも、東京12チャンネル『国際プロレスアワー』にて録画中継された）。
国際プロレス崩壊後の1981年下期には、当時外国人選手の引き抜き戦争を展開していた全日本プロレスと新日本プロレスの両団体で来日が発表され、新日本にはポスターに顔写真まで掲載された（10月8日の蔵前国技館大会では、バッドニュース・アレンと組んでスタン・ハンセン&ハルク・ホーガンと対戦する予定だった）が、最終的には全日本に参戦。同年10月27日、北海道小樽市総合体育館にてジャンボ鶴田のUNヘビー級王座に挑戦した。その後も全日本プロレスの常連外国人となり、ジャイアント馬場&鶴田のインターナショナル・タッグ王座にも、1983年4月3日に新潟県三条市にてハンセン、1984年2月28日には愛知県豊橋市にてブルーザー・ブロディと組んで挑戦したが、国際プロレス時代のようなエース級の活躍は果たせなかった。
1981年当時は幻に終わった新日本プロレスへの参戦は1986年になって実現、7月開幕の『バーニング・スピリット・イン・サマー』にてアントニオ猪木との5年越しの初対決が行われた。翌1987年5月にはIWGPリーグ戦の第5回大会に出場。これが最後の来日となった。なお、新日本プロレスには1980年6月にも、国際プロレスで共闘した上田の仲介により、タイガー・ジェット・シンのパートナーとして参戦が予定されていたことがある（当時の新日本プロレスは、外国人選手の斡旋も含めて国際プロレスと交流しており、スミルノフの新日本登場は新間寿のリクエストだったという）。

## 得意技
- ブレーンバスター
- パイルドライバー
- ビッグ・ブート
- ギロチン・ドロップ

## 獲得タイトル
イースタン・スポーツ・アソシエーション
- ESA北米ヘビー級王座：1回[41]
- ESAインターナショナル・タッグ王座：2回（w / フレッド・スウィータン、ロード・アルフレッド・ヘイズ）[42]

NWAサンフランシスコ
- NWA USヘビー級王座（サンフランシスコ版）：1回[7]
- NWA世界タッグ王座（サンフランシスコ版）：1回（w / ボブ・ループ）[43]

セントラル・ステーツ・レスリング
- NWAセントラル・ステーツ・ヘビー級王座：1回[9]
- NWA世界タッグ王座（セントラル・ステーツ版）：1回（w / ブルドッグ・ボブ・ブラウン）[11]

サウスイースタン・チャンピオンシップ・レスリング
- NWAサウスイースタン・ヘビー級王座：1回[14]

ジョージア・チャンピオンシップ・レスリング
- NWAジョージア・タッグ王座：2回（w / イワン・コロフ）[15]

インターナショナル・レスリング・エンタープライズ
- IWA世界ヘビー級王座：1回[28]

Lutte Internationale
- IW北米ヘビー級王座（モントリオール版）：1回
- IWインターナショナル・ヘビー級王座（モントリオール版）：1回[17]
- IWインターナショナル・タッグ王座（モントリオール版）：1回（w / Pierre Lefebvre）[44]